# Костел Марії Магдалини (Язловець)
Костел Марії Магдалини — втрачений дерев'яний середньовічний храм у місті Язловці (нині село Чортківського району, Тернопільська область, Україна).

## Відомості
Костел розташовувався на узгір'ї біля збудованого пізніше костелу монастиря домініканів
Близько 3 лютого 1436 року дідич Теодорик Бучацький Язловецький з дружиною записали фундуш для костелу в присутності кам'янецького біскупа Павела з Боянчиць (привілей написаний в Заліссі), яким село Незброди (нині Жнибороди) призначалось для утримання костелу.
Єжи Язловецький близько 1546 р. під впливом дружини перейшов на кальвінський обряд, перетворивши костел у 1548 чи 1549 році на кальвінський збір.
Настоятелем, зокрема, був Бартоломей Смажевський, що перейшов на католицтво з кальвінізму, висвячений бл. 1585 року.
Миколай Язловецький постановив доручити опіку над храмом язлівецьким домініканцям Геронім Язловецький: радив домініканціям взяти костел для відправ, власною грамотою, зареєстрованою у Львові у 1600 році, віддав храм під опіку домініканців Руської провінції ордену.
Після поділу спадку Язловецьких почалися значні конфлікти за парохію Марії Магдалини в місті.
Адміністратором костелу був єпископ баківський Адам Ґоський, який 22 вересня 1622 року довірив парафію своєму вікарію Ґжеґожові Ґлічковічу, а сам виїхав до Мунтенії. 29 серпня 1623 року парохом став капелан королевича Владислава кс. Самуель Дзежинський.
Через поганий стан дерев'яного храму на початку XVIII ст. було куплено вірменську кам'яницю в місті, яку переробили на нове приміщення костелу Марії Магдалини[джерело?].